# Ammodramus aurifrons
El chingolo cejigualdo (Ammodramus aurifrons), también denominado sabanero de cejas amarillas, sabanero zumbador (Colombia), sabanero cejiamarillo (Ecuador) o sabanerito frentiamarillo (Venezuela), es una especie de ave paseriforme perteneciente al género Ammodramus que integra la familia Passerellidae. Es nativo de América del Sur.

## Descripción
Mide 13 cm. Por arriba es pardo grisáceo estriado de oscuro, con amarillo notable en el rostro y frente (especialmente en el lorum y supercilio). Curva del ala también amarilla. Por abajo es gris pálido. Es bastante parecido con el chingolo pajonalero (Ammodramus humeralis) con quien puede ser sintópico en algunas regiones. Este chingolo tiene cola corta, pero con piernas desproporcionadamente largas y grandes, y un pico prominente bastante largo; no exhibe el mismo visual cabezón de A. humeralis.

## Distribución y hábitat
Se encuentra en Bolivia, Brasil, Colombia, Ecuador, Perú y Venezuela.

Habita en pastizales y sabanas secos y estacionalmente húmedos o inundables, tropicales y subtropicales; y subtropicales de altitud. En áreas de pastos de la Amazonia extendiéndose al norte a lo largo del Río Orinoco hasta los 1300 m s. n. m. en las faldas orientales de los Andes.

## Comportamiento
Este pájaro familiar ocurre alrededor de pueblos y ciudades, a lo largo de caminos y en áreas de agricultura; su hábitat original fue, aparentemente, a lo largo de ríos y en islas fluviales.

Actualmente presenta una explosión populacional, desde que se beneficia de la deforestación en la cuenca amazónica. Una vez que el bosque es talado y viene la agricultura, o los pastizales crescen en lugar de árboles, este chingolo ocupa el lugar. Diferente de A. humeralis que requiere pastizales antiguos o áreas menos perturbadas, parece que para esta especie, cuanto más perturbado, mejor.

### Alimentación
Busca y se alimenta en el suelo, también con frecuencia encaramado en cercas y en lo alto de matorrales; usualmente no se asocia con otros pájaros.

### Vocalización
El canto, dado a lo largo del día, es un zumbido distinto “tic, tzzzz-tzzzz”. También emite un rápido “tsiu tsiu tsi tsi tsi”.

## Sistemática

### Descripción original
La especie A. aurifrons  fue descrita por primera vez por el naturalista alemán Johann Baptist von Spix en 1825 bajo el nombre científico Tanagra aurifrons; localidad tipo errada «provincia Bahía» enmendado para «Fonte Bõa, Río Solimões, Brasil».

### Taxonomía
Anteriormente colocado, junto con Ammodramus humeralis en un género separado, Myospiza, fueron reasignadas a Ammodramus (siguiendo a Paynter 1970; Klicka & Spellman 2007, SACC). Ambas fueron alguna vez consideradas como formando una superespecie, pero las zonas se sobreponen lo suficiente como para hacer tal tratamiento implausible. Los estudios genéticos indican que ambas son parientes cercanas de Ammodramus savannarum, que, por su vez, es distante de las otras seis especies actualmente incluidas en el género; estas últimas tal vez deberían ser reasignadas a un género diferente.

### Subespecies
De acuerdo a las clasificaciones Clements Checklist 6.9 y el Congreso Ornitológico Internacional (IOC) Versión 4.3 -2014, se reconocen 4 subespecies con su correspondiente distribución geográfica:
- Ammodramus aurifrons apurensis (Phelps, Sr & Gilliard, 1941) - noreste de Colombia al este a través de los llanos del oeste de Venezuela hasta el delta del Río Orinoco.
- Ammodramus aurifrons cherriei (Chapman, 1914) - centro este de Colombia (en los llanos de Meta).
- Ammodramus aurifrons tenebrosus (J. T. Zimmer & Phelps, Sr, 1949) - suroeste de Venezuela (suroeste de Amazonas), sureste de Colombia (Guainía y este de Vaupés) y adyacencias del oeste de Brasil.
- Ammodramus aurifrons aurifrons (Spix, 1825) - sureste de Colombia (sureste de los Andes) al sur a través del este de Ecuador y este del Perú hasta el noreste de Bolivia, y al este a través de la Amazonia brasileña.